# Joachim Hebel
Joachim Hebel (* 14. August 1986 in Burghausen) ist ein deutscher Sportkommentator und Journalist.

## Leben und Wirken
Hebel studierte Sportjournalistik an der Macromedia Hochschule in München. Er machte sein Volontariat bei Sky Sport News und arbeitete dort in der Folge als Redakteur. 
Seit 2017 kommentiert er regelmäßig Fußballspiele im Fernsehen und auf Streaming-Plattformen. Er begann als Kommentator bei DAZN, 2019 wechselte er zurück zu Sky, um dort die englische Premier League zu kommentieren. Seit 2021 kommentiert Hebel parallel auch die Champions League bei DAZN. Er ist Experte beim Fernsehen und Radio, u. a. bei Sportradio Deutschland.
Zusammen mit seinem Bruder Uli Hebel betreibt er den Podcast „Klick & Rush“, der seit 2021 von Sky vertrieben wird. Im Dezember 2021 wurden Joachim Hebel und sein Bruder das erste Brüderpaar, das im deutschsprachigen Raum ein Fußballspiel zusammen kommentierte. Hebel engagiert sich gegen Rassismus und Ausgrenzung.